# Temnothorax tuxtlanus
Temnothorax tuxtlanus (лат.) — вид мелких муравьёв рода Temnothorax из подсемейства мирмицины (Formicidae).

## Распространение
Северная Америка (южная Мексика, из Лос-Тустласа, изолированного горного массива вулканов недалеко от Мексиканского залива в штате Веракрус).

## Описание
Мелкие буровато-чёрные муравьи (2—3 мм). T. tuxtlanus можно отличить от всех остальных представителей клады salvini следующей комбинацией признаков: дорзум мезосомы очень слабо выемчатый в профиль; верхняя сторона проподеума без отстоящих щетинок; петиоль антеродорсально со слабым поперечным валиком; стебелёк петиоля короткий, составляет около четверти всей длины петиоля; узелок петиоля дорсально округлый; постпетиоль относительно узкий; щетинки на голове, мезосоме, стебельке и брюшке прямостоячие, короткие, редкие и тупые (никогда не длинные и сужающиеся); покровы чёрные, с усиками, мандибулами, переднеспинкой, тазиками и бёдрами темно-коричневыми; вертлуги, голени и лапки жёлтоватые. Брюшко гладкое и блестящее. Проподеальные шипики длинные. Усики рабочих 12-члениковые. Temnothorax tuxtlanus был собран с помощью экстракции листовой подстилки Винклера в среднегорных влажных горных лесах.

## Систематика
Вид Temnothorax tuxtlanus был впервые описан в 2021 году американским мирмекологом Мэттью Пребусом (University of California, Davis, Калифорния, США). Вместе с видом Temnothorax acuminatus включён в состав видовой группы Temnothorax acuminatus из клады Temnothorax salvini. Виды этой группы объединяет отсутствие щетинок на тыльной стороне проподеума, редуцированный субпетиолярный зуб, умеренно вдавленная метанотальная борозда, постеродорсально направленные шипы проподеума и темная окраска. Члены этой группы были собраны из расщелин коры, из-под эпифитных подстилок на опадах деревьев и из просеянной листовой подстилки.